# Gåsasjön (Bredareds socken, Västergötland)
Gåsasjön är en sjö i Borås kommun i Västergötland och ingår i Göta älvs huvudavrinningsområde.